# أندريه دومون
أندريه دومون (بالفرنسية: André Hubert Dumont) (و. 1809 – 1857 م) هو جيولوجي، وأستاذ جامعي، ومهندس بلجيكي، ولد في لييج، توفي في لييج، عن عمر يناهز 48 عاماً.

## التعليم
تعلم في جامعة لياج.

## جوائز
حصل على جوائز منها:
- ميدالية ولاستون (1840).